# Лядов Анатолій Костянтинович
Анато́лій Костянти́нович Ля́дов (рос. Анатолий Константинович Лядов; 30 квітня (12 травня) 1855, Санкт-Петербург — 28 серпня 1914) — російський композитор, диригент і педагог, професор Петербурзької консерваторії.

## Життєпис

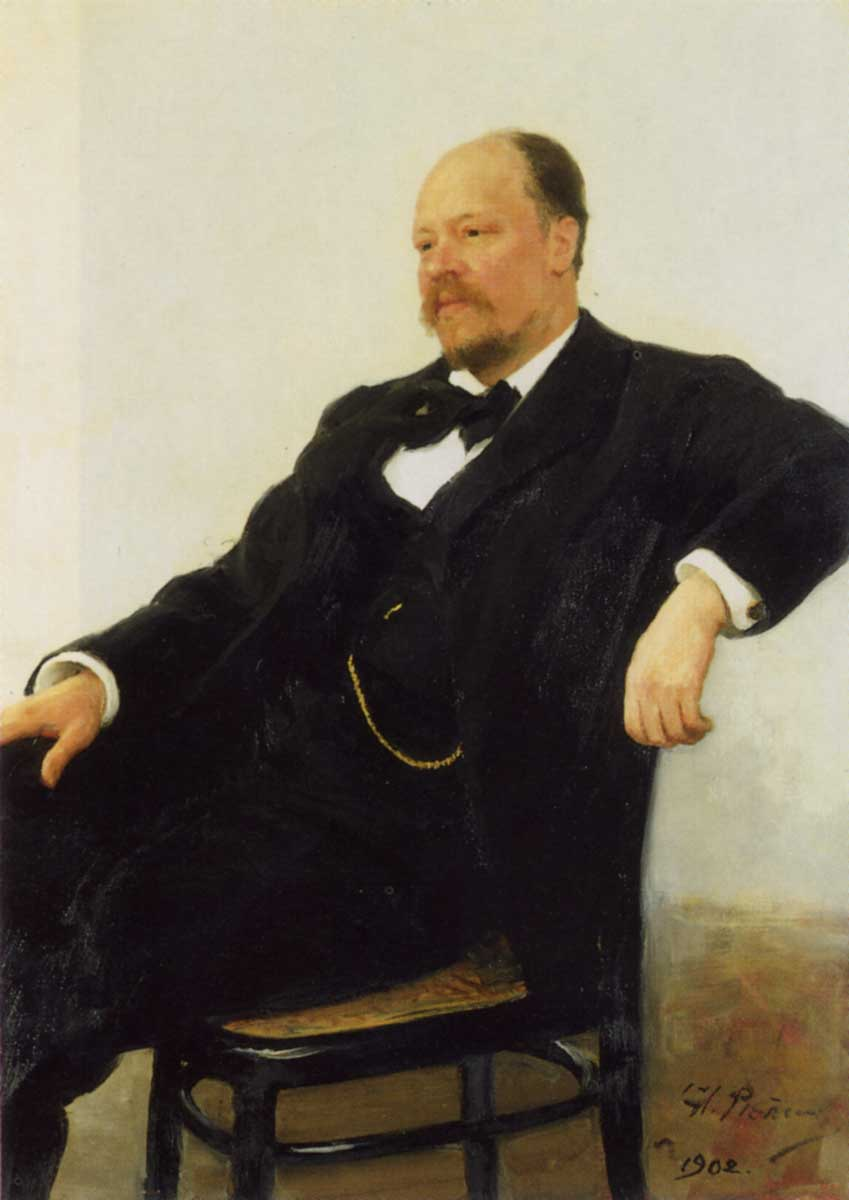
Анатолій Костянтинович Лядов. Портрет роботи І. Рєпіна (1902)

Народився в родині відомого російського диригента Костянтина Лядова у маєтку Полинівка (нині — Новгородська область). У 1870—1876 роках вчився у Петербурзькій консерваторії, 1876 був відрахований за невідвідуваність, проте 1878 — відновлений. По закінченні консерваторії, викладав у ній же теорію музики, гармонію та інструментовку до кінця життя. Серед його учнів — С. Прокоф'єв, М. Мясковський, Б. Асаф'єв, Ю. Аавік й інші видатні музиканти.
Лядов вважається одним з видатніших майстрів мініатюри — більшість його творів — це малі форми, тривалістю кілька хвилин. Серед найвідоміших творів Лядова — симфонічні картини «Баба-Яга», «Волшебное озеро» і «Кикимора». Також Лядов є автором великої кількості творів для фортепіано — прелюдій, мазурок, етюдів, багателей, арабесок та інших. За спогадами Сержа Лифаря, саме до Лядова Сергій Дягілєв спочатку звертався із замовленням написати балет «Жар-птиця», проте через затримку із написанням балету, Дягілев віддав це замовлення Ігорю Стравінському.